# Macrobiotus
Macrobiotus is een geslacht van beerdiertjes uit de familie van de Macrobiotidae.

## Soorten
- Macrobiotus acontiscus De Barros, 1942
- Macrobiotus alekseevi Tumanov, 2005
- Macrobiotus allani Murray, 1913
- Macrobiotus altitudinalis Biserov, 1998
- Macrobiotus anderssoni Richters, 1907
- Macrobiotus andinus Maucci, 1988
- Macrobiotus annae Richters, 1908
- Macrobiotus aradasi Binda, Pilato & Lisi, 2005
- Macrobiotus areolatus Murray, 1907
- Macrobiotus arguei Pilato & Sperlinga, 1975
- Macrobiotus ariekammensis Wêglarska, 1965
- Macrobiotus armatus Pilato & Binda, 1996
- Macrobiotus artipharyngis Iharos, 1940
- Macrobiotus ascensionis Richters, 1908
- Macrobiotus australis Pilato & D'Urso, 1976
- Macrobiotus baltatus McInnes, 1991
- Macrobiotus barabanovi Tumanov, 2005
- Macrobiotus beotiae Durante-Pasa & Maucci, 1979
- Macrobiotus biserovi Bertolani, Guidi & Rebecchi, 1995
- Macrobiotus blocki Dastych, 1984
- Macrobiotus BLR Suma, Prakash & Eswarappa, 2020
- Macrobiotus bondavallii Manicardi, 1989
- Macrobiotus brevipes Mihelcic, 1971
- Macrobiotus caelicola Kathman, 1990
- Macrobiotus carsicus Maucci, 1954
- Macrobiotus centesimus Pilato, 2000
- Macrobiotus chieregoi Maucci & Durante-Pasa, 1981
- Macrobiotus corgatensis Pilato, Binda & Lisi, 2002
- Macrobiotus coronatus Barros, 1942
- Macrobiotus crassidens Murray, 1907
- Macrobiotus crenatus Maucci, 1988
- Macrobiotus crenulatus Richters, 1904
- Macrobiotus csotiensis Iharos, 1966
- Macrobiotus danielae Pilato, Binda, Napolitano & Moncada, 2001
- Macrobiotus dariae Pilato & Bertolani, 2004
- Macrobiotus denticulus Dastych, 2002
- Macrobiotus diffusus Binda & Pilato, 1987
- Macrobiotus divergens Binda, Pilato & Lisi, 2005
- Macrobiotus diversus Biserov, 1990
- Macrobiotus drakensbergi Dastych, 1993
- Macrobiotus echinogenitus Richters, 1904
- Macrobiotus erminiae Binda & Pilato, 1999
- Macrobiotus evelinae De Barros, 1938
- Macrobiotus furciger Murray, 1907
- Macrobiotus garynahi Kaczmarek, Michalczyk & Diduszko, 2005
- Macrobiotus gemmatus Bartoš, 1963
- Macrobiotus gerlachae Pilato, Binda & Lisi, 2004
- Macrobiotus glebkai Biserov, 1990
- Macrobiotus granatai Pardi, 1941
- Macrobiotus grandis Richters, 1911
- Macrobiotus harmsworthi Murray, 1907
- Macrobiotus hibiscus Barros, 1942
- Macrobiotus hieronimi Pilato & Claxton, 1988
- Macrobiotus higginsi Maucci, 1987
- Macrobiotus hufelandi Schultze, 1834
- Macrobiotus humilis Binda & Pilato, 2001
- Macrobiotus huziori Michalczyk & Kaczmarek, 2006
- Macrobiotus hyperboreus Biserov, 1990
- Macrobiotus hyperonyx Maucci, 1982
- Macrobiotus hystricogenitus Maucci, 1978
- Macrobiotus iharosi Pilato, Binda & Catanzaro, 1991
- Macrobiotus insignis Bartoš, 1963
- Macrobiotus insularis Pilato, 2006
- Macrobiotus islandicus Richters, 1904
- Macrobiotus joannae Binda, 1983
- Macrobiotus kirghizicus Tumanov, 2005
- Macrobiotus kolleri Mihelcic, 1951
- Macrobiotus komareki Bartoš, 1939
- Macrobiotus kovalevi Tumanov, 2004
- Macrobiotus kozharai Biserov, 1999
- Macrobiotus krynauwi Dastych & Harris, 1995
- Macrobiotus kurasi Dastych, 1980
- Macrobiotus lazzaroi Maucci, 1986
- Macrobiotus lissostomus Durante-Pasa & Maucci, 1979
- Macrobiotus liviae Ramazzotti, 1962
- Macrobiotus longipes Mihelcic, 1971
- Macrobiotus lorenae Biserov, 1996
- Macrobiotus lusitanicus Maucci & Durante-Pasa, 1986
- Macrobiotus macrocalix Bertolani & Rebecchi, 1993
- Macrobiotus madegassus Maucci, 1990
- Macrobiotus magdalenae Michalczyk & Kaczmarek, 2006
- Macrobiotus mandalaae Pilato, 1974
- Macrobiotus marlenae Kaczmarek & Michalczyk, 2004
- Macrobiotus mauccii Pilato, 1974
- Macrobiotus meridionalis Richters, 1909
- Macrobiotus mongolicus Maucci, 1988
- Macrobiotus montanus Murray, 1910
- Macrobiotus mottai Binda & Pilato, 1995
- Macrobiotus nelsonae Guidetti, 1998
- Macrobiotus norvegicus Mihelcic, 1971
- Macrobiotus nuragicus Pilato & Sperlinga, 1975
- Macrobiotus occidentalis Murray, 1910
- Macrobiotus ocotensis Pilato, 2006
- Macrobiotus orcadensis Murray, 1907
- Macrobiotus ovidii Bartoš, 1937
- Macrobiotus ovostriatus Pilato & Patanè, 1997
- Macrobiotus ovovillosus Baumann, 1960
- Macrobiotus papillosus Iharos, 1963
- Macrobiotus patagonicus Maucci, 1988
- Macrobiotus patiens Pilato, Binda, Napolitano & Moncada, 2000
- Macrobiotus persimilis Binda & Pilato, 1972
- Macrobiotus personatus Biserov, 1990
- Macrobiotus peteri Pilato, Claxton & Binda, 1990
- Macrobiotus peterseni Maucci, 1988
- Macrobiotus picardi Mihelcic, 1960
- Macrobiotus pilatoi Binda & Rebecchi, 1992
- Macrobiotus polaris Murray, 1910
- Macrobiotus polonicus Pilato, Kaczmarek, Michalczyk & Lisi, 2003
- Macrobiotus polyopus Marcus, 1928
- Macrobiotus porteri Rahm, 1931
- Macrobiotus potockii Wêglarska, 1968
- Macrobiotus primitivae De Barros, 1942
- Macrobiotus priviterae Binda, Pilato, Moncada & Napolitano, 2001
- Macrobiotus psephus du Bois Reymond-Marcus, 1944
- Macrobiotus pseudofurcatus Pilato, 1972
- Macrobiotus pseudoliviae Pilato & Binda, 1996
- Macrobiotus pseudonuragicus Pilato, Binda & Lisi, 2004
- Macrobiotus punctillus Pilato, Binda & Azzaro, 1991
- Macrobiotus pustulatus Ramazzotti, 1959
- Macrobiotus radiatus Pilato, Binda & Catanzaro, 1991
- Macrobiotus ragonesei Binda, Pilato, Moncada & Napolitano, 2001
- Macrobiotus ramoli Dastych, 2005
- Macrobiotus rawsoni Horning, Schuster & Grigarick, 1978
- Macrobiotus recens Cuénot, 1932
- Macrobiotus reinhardti Michalczyk & Kaczmarek, 2003
- Macrobiotus richtersi Murray, 1911
- Macrobiotus rigidus Pilato & Lisi, 2006
- Macrobiotus rioplatensis Claps & Rossi, 1997
- Macrobiotus rollei Heinis, 1921
- Macrobiotus rubens Murray, 1907
- Macrobiotus sandrae Bertolani & Rebecchi, 1993
- Macrobiotus santoroi Pilato & D'Urso, 1976
- Macrobiotus sapiens Binda & Pilato, 1984
- Macrobiotus savai Binda & Pilato, 2001
- Macrobiotus serratus Bertolani, Guidi & Rebecchi, 1995
- Macrobiotus seychellensis Biserov, 1994
- Macrobiotus shennongensis Yang, 1999
- Macrobiotus sicheli Binda, Pilato & Lisi, 2005
- Macrobiotus simulans Pilato, Binda, Napolitano & Moncada, 2000
- Macrobiotus sklodowskae Michalczyk, Kaczmarek & Weglarska, 2006
- Macrobiotus snaresensis Horning, Schuster & Grigarick, 1978
- Macrobiotus spallanzanii Della Valle, 1915
- Macrobiotus spectabilis Thulin, 1928
- Macrobiotus spertii Ramazzotti, 1957
- Macrobiotus stellaris du Bois Reymond-Marcus, 1944
- Macrobiotus striatus Mihelcic, 1952
- Macrobiotus subintermedius Ramazzotti, 1962
- Macrobiotus submorulatus Iharos, 1966
- Macrobiotus tenuis Binda & Pilato, 1972
- Macrobiotus terminalis Bertolani & Rebecchi, 1993
- Macrobiotus terricola Mihelcic, 1951
- Macrobiotus tetraplacoides Paulo-Fontoura, 1981
- Macrobiotus tonollii Ramazzotti, 1956
- Macrobiotus topali Iharos, 1969
- Macrobiotus vanescens Pilato, Binda & Catanzaro, 1991
- Macrobiotus virgatus Murray, 1910
- Macrobiotus walteri Biserov, 1998
- Macrobiotus wauensis Iharos, 1973
- Macrobiotus willardi Pilato, 1977
- Macrobiotus yunshanensis Yang, 2002